# Zatrephes atrata
Zatrephes atrata là một loài bướm đêm thuộc phân họ Arctiinae, họ Erebidae.